# راشتده
راشتده (به آلمانی: Rastede) یک شهر در آلمان است که در امرلند واقع شده‌است. راشتده ۲۰٬۵۲۲ نفر جمعیت دارد.